# Liszniówka
Liszniówka (ukr. Лишнівка) – wieś (dawniej miasteczko) na Ukrainie w obwodzie wołyńskim w rejonie kamieńskim. Wieś liczy 567 mieszkańców.
W II Rzeczypospolitej Liszniówka należała do wiejskiej gminy Gródek (później przekształconej w gminę Maniewicze) w powiecie kowelskim w woj. wołyńskim i liczyła w 1921 roku 624 mieszkańców.
W czasie okupacji niemieckiej Ukraińcy Isaak Hnatiuk i Wira Kaspruk ukrywali w Liszniówce żydowskie siostry Rog. W 1998 roku Instytut Jad Waszem uhonorował ich za to tytułami Sprawiedliwych wśród Narodów Świata.
Po wojnie miasteczko weszło w struktury administracyjne Związku Radzieckiego.
Do 2020 w rejonie maniewickim.